# Asquelminto
Os asquelmintos são um conjunto heterogêneo de animais vermiformes marinhos e de água doce, considerado ao nível de filo em classificações alternativas. Reúnem espécies representantes alongados e frequentemente cilíndricos, não segmentados de tamanho reduzido e corpo revestido por uma cutícula.
Os asquelmintos (que já foram classificados como Aschelminthes, Nemathelminthes, Nematelmintos ou Pseudocoelomata) são animais triblásticos, protostômios, pseudocelomados (cavidade só parcialmente revestida pela mesoderme). Seu corpo cilíndrico exibe simetria bilateral. Possuem sistema digestivo completo, sistemas circulatório e respiratório ausentes; sistema nervoso parcialmente centralizado, com anel nervoso ao redor da faringe. Entre os asquelmintos, o grupo mais numeroso e de maior importância para o homem é a classe Nematoda, à qual muitos autores atribuem a categoria de filo (filo Nematelminthes).

## Composição dos asquelmintos
Os grupos sistemáticos incluídos nos asquelmintos, muitas vezes considerados filos são: 
- Acanthocephala - vermes parasíticos de cabeça espinhosa ; cerca de 1150 espécies conhecidas;
- Chaetognatha - quetognatas, pequenos organismos marinhos; cerca de 70 espécies conhecidas;
- Cycliophora - ciclióforos; apenas uma espécie descrita;
- Gastrotricha - gastrotricas; cerca de 430 espécies conhecidas, todas microscópicas;
- Kinorhyncha - quinorrincas; cerca de 150 espécies conhecidas, todas microscópicas;
- Loricifera - loricíferos; cerca de 10 espécies descritas, todas microscópicas;
- Nematoda - nemátodes ou lombrigas; cerca de 12.000 espécies conhecidas, embora se estime que existam mais de 200.000;
- Nematomorpha - vermes sem-fim; cerca de 320 espécies conhecidas;
- Priapulida - vermes priapulídeos; 16 espécies conhecidas;
- Rotifera - rotíferos; cerca de 1500 espécies conhecidas, todas microscópicas, características da água doce.

## Discussão filogenética
Atualmente, pensa-se que este grupo parafilético é um agrupamento artificial, baseado apenas em características comuns que podem ter resultado de estratégias evolutivas semelhantes, tal como a existência dum pseudoceloma em vez dum verdadeiro celoma, ou seja, uma cavidade cheia de líquido que rodeia o intestino e que contém o mesentério, formado pela mesoderme do embrião. Por esta razão, os protostômios foram agrupados em clades monofiléticos que incluem vários destes filos:
- Ecdysozoa – que inclui todos os animais com exoesqueleto e que, para crescer têm de o substituir, num processo denominado muda ou ecdise; neste grupo incluem-se, entre outros, os artrópodes e os nemátodos; e
- Lophotrochozoa – que inclui dois grupos de animais, os Lophophorata e os Trochozoa, com características diferentes, mas que têm em comum a ausência de celoma ou pseudoceloma.

Esta classificação deixa de fora um certo número de filos, como os Rotifera e os Platyhelminthes, cuja filogenia ainda não está determinada.

## Ecologia dos asquelmintos
Um grupo tão diverso teria de apresentar também uma grande diversidade de formas de vida: Alguns asquelmintos são parasitas, como muitos nemátodos, Acanthocephala e Nematomorpha. Muitos vivem em solos úmidos ou no sedimento de massas de água doce (gastrotricas, rotíferos e nemátodos) ou marinho (gastrótricas, quinorincas, loricíferos e outros). Os quetognatas são ativos predadores cosmopolitas no plâncton oceânico.
Muitos pequenos asquelmintos são capazes de entrar em estado de vida latente quando as condições ambientais se tornam desfavoráveis, um processo conhecido como criptobiose.

## Registro fóssil dos asquelmintos
Uma vez que estes animais não possuem esqueleto, a sua fossilização é muito difícil e, das espécies mais pequenas não existem de fato quaisquer registos. No entanto, foram encontrados priapulídeos em rochas do período Cambriano e parecem estar perto da base da grande radiação evolutiva, também conhecida como Explosão Cambriana.